# Silvia Parera
Silvia Parera Carrau (* 5. September 1969 in Mataró) ist eine ehemalige spanische Schwimmerin. Bei den Schwimmeuropameisterschaften 1993 wurde sie Dritte über 200 Meter Lagen.

## Sportliche Karriere
Silvia Parera schwamm für den Club Natació Catalunya und für den Club Natació Sant Andreu, beide aus Barcelona.
Parera nahm 1986 an den Weltmeisterschaften in Madrid teil und schied sowohl über 100 Meter Brust als auch über 200 Meter Brust im Vorlauf aus. Im Jahr darauf wurde sie auf beiden Bruststrecken Vierte bei den Mittelmeerspielen in Latakia. Über 200 Meter Lagen schwamm sie auf den sechsten Platz. Mit der 4-mal-100-Meter-Lagenstaffel gewann sie die Bronzemedaille. Bei den Olympischen Spielen 1988 in Seoul schied Parera sowohl über 200 Meter Brust als auch über 200 Meter Lagen im Vorlauf aus. Die 4-mal-100-Meter-Lagenstaffel mit Natalia Autric, Silvia Parera, María Luisa Fernández und Amaya Garbayo wurde 13. unter 18 teilnehmenden Staffeln.
Bei den Mittelmeerspielen 1991 in Athen gewann die Französin Céline Bonnet über 200 Meter Lagen, Parera wurde mit 1,8 Sekunden Rückstand Zweite. Im Jahr darauf bei den Olympischen Spielen in Barcelona erreichte sie zunächst das B-Finale über 400 Meter Lagen und belegte den zwölften Rang. Vier Tage später wurde sie als Zweite des B-Finales Zehnte der Gesamtwertung über 200 Meter Lagen.
1993 bei den Mittelmeerspielen in Languedoc-Roussillon belegte Parera über 200 Meter Lagen mit sechs Zehntelsekunden Rückstand den zweiten Platz hinter der Französin Nadège Cliton. Über 400 Meter Lagen siegte mit Nathalie Saint-Cyr ebenfalls eine Französin, zwei Sekunden dahinter erschwamm Parera eine zweite Silbermedaille. Im August bei den Europameisterschaften in Sheffield wurde Parera über 400 Meter Lagen Fünfte mit weniger als einer Sekunde Rückstand auf die Bronzemedaille. Über 200 Meter Lagen gewann die Deutsche Daniela Hunger vor der Russin Darja Schmeljowa. Mit 0,16 Sekunden Rückstand auf die Russin und 0,32 Sekunden Vorsprung auf die Polin Ewa Synowska erkämpfte Parera die Bronzemedaille. Ende des Jahres fanden in Palma de Mallorca die ersten Kurzbahnweltmeisterschaften statt. Parera belegte auf beiden Lagenstrecken den achten Platz. Im Jahr darauf schwamm Parera bei den Weltmeisterschaften in Rom auf beiden Lagendistanzen auf den 14. Platz.
1995 bei den Europameisterschaften in Wien hatte Parera als Fünfte über 400 Meter Lagen dreieinhalb Sekunden Rückstand auf die Viertplatzierte. Über 200 Meter Lagen belegte sie den achten Platz. Ende des Jahres erreichte Parera über 400 Meter Lagen den siebten Platz bei den Kurzbahnweltmeisterschaften in Rio de Janeiro. Zum Ausklang ihrer Aktivenlaufbahn erreichte Parera bei den Olympischen Spielen 1996 in Atlanta noch einmal das B-Finale über 200 Meter Lagen und wurde 16. der Gesamtwertung.